# Glareadessus
Glareadessus es un género de coleópteros adéfagos  perteneciente a la familia Dytiscidae. 

## Especies
- Glareadessus franzi	Wewalka & Bistrom 1998
- Glareadessus stocki	Wewalka & Bistrom 1998